# Paul Schmidt (atleta)
Paul Schmidt (Nebrowo Wielkie, 9 agosto 1931) è un ex mezzofondista tedesco.

## Biografia
Specialista degli 800 metri, gareggiando per la Germania Ovest ottenne due medaglie di bronzo ai Campionati europei (1958 e 1962). Partecipò a due edizioni dei Giochi olimpici con la Squadra unificata tedesca: a Melbourne 1956 fu eliminato al primo turno mentre a Roma 1960 arrivò in finale, che concluse al quarto posto.
Nel 1961 fu insignito del Premio Rudolf Harbig.

## Palmarès
| Anno | Manifestazione     | Sede      | Evento    | Risultato | Prestazione | Note  |
| ---- | ------------------ | --------- | --------- | --------- | ----------- | ----- |
| 1956 | Giochi olimpici    | Melbourne | 800 metri | Batteria  |             | [ 1 ] |
| 1958 | Campionati europei | Stoccolma | 800 metri | Bronzo    | 1'47"9      |       |
| 1960 | Giochi olimpici    | Roma      | 800 metri | 4º        |             | [ 2 ] |
| 1962 | Campionati europei | Belgrado  | 800 metri | Bronzo    | 1'51"2      |       |